# 福島市警察
福島市警察（ふくしましけいさつ）は、かつて存在した福島県福島市の自治体警察。

## 概要
旧警察法の施行で、従来の福島県警察部が解体され、1948年（昭和23年）3月7日に福島市警察署が設置された。
その後、1954年（昭和29年）に旧警察法を全面改正する形で新警察法が公布された。これにより国家地方警察と自治体警察が廃止され、新たに都道府県警察として福島県警察本部が発足。福島市警察も福島県警察に統合され、姿を消した。

## 組織
1948年（昭和23年）時点
- 総務課
- 刑事課